# Малофеєнко Павло Олексійович
Павло́ Олексі́йович Малофе́єнко (24 жовтня 1997 — 30 січня 2023) — старший матрос Військово-Морських Сил Збройних Сил України, учасник російсько-української війни, що відзначився у ході російського вторгнення в Україну. Герой України (посмертно).

## Життєпис
Народився 24 жовтня 1997 у с. Іванівці Березівського району на Одещині. У 2017 році здобув фах кухаря-кондитера у Березівському вищому професійному училищі. Працював за спеціальністю у місті Одесі. Захоплювався спортом та грою на гітарі.
З початком російського вторгнення в Україну став до лав Військово-Морських Сил Збройних Сил України. Проходив військову службу на посаді бойового медика у мінометному взводі роти вогневої підтримки 36-ї окремої бригади морської піхоти імені контрадмірала Михайла Білинського. Боронив місто Одесу у складі підрозділів, які забезпечували оборону берегів поблизу міста.
30 січня 2023 року, під час виконання бойового завдання, потрапив під потужний артобстріл в н.п. Водяне Донецької області та отримав поранення не сумісні з життям.
Похований у рідному селі Іванівці.

## Сім'я
Залишилися мама, наречена, брати та сестри.

## Нагороди
- Звання Герой України з удостоєнням ордена «Золота Зірка» (23 травня 2024, посмертно) — за особисту мужність і героїзм, виявлені у захисті державного суверенітету та територіальної цілісності України, самовіддане служіння Українському народові[4].